# Речки Орловы
Речки Орловы — деревня в Бежецком районе Тверской области. Входит в состав Лаптихинского сельского поселения.

## География
Находится в восточной части Тверской области на расстоянии приблизительно 20 км по прямой на запад-юго-запад от районного центра города Бежецк.

## История
Деревня была отмечена еще на карте Менде (состояние местности на 1848 год). В 1859 году здесь (деревня Бежецкого уезда Тверской губернии) было учтено 6 дворов, в 1978 — 10.

## Население
Численность населения: 45 человек (1859 год), 5 (русские 100 %) в 2002 году, 1 в 2010.